# Верхний Починок (Вологодская область)
Верхний Починок — деревня в Междуреченском районе Вологодской области, расположена в месте впадения реки Векшенга в Сухону.
Входит в состав Сухонского сельского поселения, с точки зрения административно-территориального деления — в Сухонский сельсовет.
Деревня Верхний Починок образована в соответствии с постановлением Правительства Вологодской области № 163 от 5 марта 2012 года.